# Kettingrijm
Kettingrijm, ook kettingdicht of overlooprijm, is een rijm waarbij het laatste woord van een versregel rijmt (begin-, half-, vol- of rijk rijm) op het eerste woord van de volgende regel.
en de vogels op de daken
waken over wind en regen
negen kraaien welgeteld
anoniem
schuw en humanisties dood gaan.
voortaan zal de hete ijzeren keel
uit: School der poëzie, Lucebert

## Terzine
Bij terzines wordt het volgende rijmschema eveneens kettingrijm genoemd:
- a b a - b c b - c d c - d a d